# Bruno Krüger (Prähistoriker)
Bruno Krüger (* 19. April 1926 in Fabianowo, heute Teil von Posen; † 7. November 2022 in Tönning) war ein deutscher Prähistorischer Archäologe.

## Leben
Bruno Krüger machte nach der Volksschule eine Lehre als Bankkaufmann, die er 1943 abschloss. Danach war er Soldat im Zweiten Weltkrieg und bis 1948 in sowjetischer Kriegsgefangenschaft. Nach seiner Freilassung machte er eine Ausbildung zum Neulehrer und übte den Beruf bis 1951 aus. 1952 trat er in die SED ein und begann ein Studium der Geschichte sowie Ur- und Frühgeschichte an der Humboldt-Universität zu Berlin (HUB). 1956 bestand Krüger die Diplomprüfung, war danach bis 1957 Praktikant im Rahmen einer Maßnahme zur Förderung des wissenschaftlichen Nachwuchses an der Deutschen Akademie der Wissenschaften und wurde schließlich wissenschaftlicher Assistent am Institut für Vor- und Frühgeschichte an der Akademie. Im Februar 1960 wurde er mit der Dissertation Der Beitrag der Archäologie zur Altersbestimmung und Wesensdeutung der Kietzsiedlungen im nördlichen Mitteleuropa an der HUB bei Wilhelm Unverzagt, Karl-Heinz Otto und Paul Grimm promoviert. Im Jahr 1968 wurde Krüger Lehrbeauftragter für Ur- und Frühgeschichte an der HUB und war seit 1969 Leiter der Abteilung Germanenforschung am Zentralinstitut für Geschichte der Akademie. Die Promotion B erfolgte 1971 mit der Schrift Der Zoberberg in Dessau-Mosigkau. Ein frühslawischer Siedlungsplatz im mittleren Elbegebiet. Die Arbeit wurde schon 1967 veröffentlicht.
Im September 1975 wurde er Professor an der Akademie der Wissenschaften der DDR und Redakteur der Zeitschrift für Archäologie, von 1977 bis 1989 leitete er den Wissenschaftsbereich Ur- und Frühgeschichte am Zentralinstitut für Alte Geschichte und Archäologie an der Akademie der Wissenschaften der DDR. Er war an vielen Großprojekten der Akademie beteiligt, von besonderer Bedeutung war die Herausgeberschaft des zweibändigen Werkes „Die Germanen“. Im April 1982 wurde er mit dem Orden Banner der Arbeit Stufe III ausgezeichnet.
Bruno Krüger starb am 7. November 2022 im Alter von 96 Jahren in Tönning in Nordfriesland.

## Schriften
- Die Kietzsiedlungen im nördlichen Mitteleuropa. Beiträge der Archäologie zu ihrer Altersbestimmung und Wesensdeutung. (= Schriften der Sektion für Vor- und Frühgeschichte an der Deutschen Akademie der Wissenschaften zu Berlin. Band 11). Akademie, Berlin 1962.
- Dessau-Mosigkau. Ein frühslawischer Siedlungsplatz im mittleren Elbegebiet. (= Schriften der Sektion für Vor- und Frühgeschichte an der Deutschen Akademie der Wissenschaften zu Berlin. Band 22). Akademie, Berlin 1967.
- Der Zoberberg in Dessau-Mosigkau. Ein frühslawischer Siedlungsplatz im mittleren Elbegebiet. (= Schriftenreihe des Museums für Naturkunde und Vorgeschichte Dessau. Band 2). Museum für Naturkunde und Vorgeschichte, Dessau 1967.
- als Hrsg.: Die Germanen. Geschichte und Kultur der germanischen Stämme in Mitteleuropa. Ein Handbuch in 2 Bänden. (= Veröffentlichungen des Zentralinstituts für Alte Geschichte und Archäologie der Akademie der Wissenschaften der DDR. Band 4). Akademie, Berlin 1976/1983.
- Die Schlacht im Teutoburger Wald. (= Illustrierte historische Hefte. Heft 43). DVW, Berlin 1986, ISBN 3-326-00137-1.
- Waltersdorf. Eine germanische Siedlung der Kaiser- und Völkerwanderungszeit im Dahme-Spree-Gebiet. (= Schriften zur Ur- und Frühgeschichte. Band 43). Akademie, Berlin 1987, ISBN 3-05-000320-0.
- Die Schlacht im Teutoburger Wald im Jahr 9 unserer Zeitrechnung. (= Beiträge zur Ur- und Frühgeschichte Mitteleuropas. Band 18). Beier und Beran, Weissbach 1999, ISBN 3-930036-24-X.
- Die Germanen. Mythos – Geschichte – Kultur – Archäologie. (= Beiträge zur Ur- und Frühgeschichte Mitteleuropas. Band 29). Beier und Beran, Weissbach 2003, ISBN 3-930036-54-1.